# Howard Eves
Howard Whitley Eves (10 de enero de 1911-6 de junio de 2004) fue un matemático estadounidense, conocido por su trabajo en geometría y sobre la historia de las matemáticas. 

## Semblanza
Eves obtuvo su licenciatura por la Universidad de Virginia, la maestría por la Universidad de Harvard y el doctorado en matemáticas por la Universidad Estatal de Oregón  en 1948, la última con una tesis titulada A Class of Projective Space Curves, dirigida por Ingomar Hostetter. Luego pasó la mayor parte de su carrera en la Universidad de Maine, entre 1954 y 1976. Posteriormente, ejerció de forma ocasional como docente en la Universidad de Florida Central. 
Eves fue un notable portavoz de la Asociación Matemática Americana, a la que se unió en 1942, y cuya Sección Noreste fundó. Durante 25 años editó la sección de problemas elementales del American Mathematical Monthly. Resolvió más de 300 problemas propuestos en diversas revistas matemáticas. Su serie de seis volúmenes, Mathematical Circles, que recopila anécdotas sobre matemáticos, fue reimpresa recientemente por el MAA, que también publicó sus dos volúmenes de Grandes Momentos en la Historia de las Matemáticas, y su obra de carácter autobiográfico  Mathematical Reminiscences  en 2001. 
Eves tuvo seis hijos.

## Publicaciones
- 1953. Introduction to the History of Mathematics, New York, Rinehart[1]
- 1966. Functions of a Complex Variable, v. 1, Boston: Prindle, Weber & Schmidt
- 1966. Elementary matrix theory, Boston: Allyn and Bacon [Reprint: 1980. Dover Publications.]
- 1972. Survey of Geometry in 2 vols, 2nd ed. Boston: Allyn and Bacon.
- 1990. Foundations and Fundamental Concepts of Mathematics. 3rd. ed. Boston: PWS-Kent. [Reprint: 1997. Dover Publications.]

### Serie Círculos Matemáticos
- 1969.  In Mathematical Circles in 2 vols, slipcased. Boston: Prindle, Weber & Schmidt, Inc.
- 1971.  Mathematical Circles Revisited, slipcased. Boston: Prindle, Weber & Schmidt, Inc.
- 1972.  Mathematical Circles Squared, slipcased. Boston: Prindle, Weber & Schmidt, Inc.
- 1977.  Mathematical Circles Adieu, slipcased. Boston: Prindle, Weber & Schmidt, Inc.
- 1988.  Return to Mathematical Circles. Boston: PWS-Kent Publishing Company.